# Harnam Singh Grewal
Harnam Singh Grewal (ur. 5 grudnia 1937 w Hongkongu) – hongkoński hokeista na trawie pochodzenia indyjskiego, uczestnik Letnich Igrzysk Olimpijskich 1964. Pracował głównie jako urzędnik.

## Życiorys
Urodził się w Hongkongu, jednak swoją edukację rozpoczął w szkole podstawowej w miejscowości Ballowal w stanie Pendżab, nieopodal miasta Ludhijana (1943–1947). Po powrocie do Hongkongu uczył się w Sir Ellis Kadoorie School (1947–1951). Kolejnymi szkołami w jego życiu były: King’s College w Hongkongu (1951–1956), University of Hong Kong (1956–1960) oraz angielski University of Cambridge (1960–1962), po czym został nauczycielem i wrócił do Hongkongu. Od 1962 do 1964 uczył w Queen’s College. W 1964 roku został przyjęty do służb administracyjnych. Był zarządzającym dzielnicy Tai Po począwszy od 1970 roku a skończywszy w 1973. W latach 1976–1980 był wicedyrektorem usług miejskich Nowych Terytoriów, a od 1980 do 1984 zastępcą sekretarza służby cywilnej. W 1984 został mianowany komisarzem ds. celnych i akcyzowych. W ciągu kilku kolejnych lat piastował jeszcze funkcje sekretarza transportu i służby cywilnej, po czym zakończył w 1990 roku karierę urzędniczą i wyemigrował do Kanady.
Hokejem zainteresował się w czasie nauki, już od 1953 roku był zawodnikiem hongkońskiego klubu Nav Bharat Club, w którym grał przez wiele lat. Pod koniec kariery występował jeszcze w Royal Hong Kong Hockey Club. W reprezentacji Hongkongu zadebiutował w 1957 roku. Na igrzyskach w Tokio Singh grał jako prawy obrońca i reprezentował Hongkong we wszystkich siedmiu spotkaniach. Sześć meczów hongkońscy hokeiści przegrali, tylko jeden zremisowali (1–1 w meczu przeciwko Niemcom). Hokeiści z „pachnącego portu” zajęli ostatnie miejsce w swojej grupie i jako jedyna drużyna na turnieju nie odnieśli zwycięstwa; w klasyfikacji końcowej zajęli ostatnie 15. miejsce.
Singh Grewal był w składzie Hongkongu na Igrzyskach Azjatyckich 1962 w Dżakarcie, na których drużyna ta osiągnęła szóste miejsce (odpadli w fazie grupowej, w której wygrali tylko z Koreańczykami 2–0). Cztery lata później, będąc wicekapitanem drużyny, zajął przedostatnie siódme miejsce (zwycięstwo tylko z Tajami). Uczestniczył jeszcze w 1969 roku w Regionalnym Azjatyckim Turnieju Hokeja na Trawie, w którym Hongkong zajął drugie miejsce (wygrali Japończycy, ponadto udział brały ekipy Singapuru, Korei Południowej i Makau). Ostatni jego międzynarodowy mecz miał miejsce w roku 1975. Łącznie wystąpił w około 50 spotkaniach w reprezentacji Hongkongu.
Singh był jednym z trenerów reprezentacji narodowej podczas Igrzysk Azjatyckich 1982, na których jego podopieczni zajęli przedostatnie ósme miejsce. Piastował urząd przewodniczącego Hongkońskiego Związku Hokeja na Trawie.
Jego idolami hokejowymi byli indyjscy medaliści olimpijscy: Balbir Singh, Prithipal Singh oraz Ajit Pal Singh.